# Volkan Arslan
Volkan Arslan (* 29. August 1978 in Hannover) ist ein ehemaliger türkischer Fußballspieler.

## Vereine
Volkan spielte zwischen 1996 und 1999 in der ersten Mannschaft von Hannover 96. In dieser Zeit bestritt er 34 Spiele für die Niedersachsen und erzielte dabei drei Tore. Anschließend spielte er eine Saison für Rot-Weiss Essen in der damals drittklassigen Regionalliga West/Südwest, bevor er im Sommer 2000 zum türkischen Erstligisten Adanaspor wechselte und dort zeitweise von Joachim Löw trainiert wurde. Für den Verein aus dem Süden der Türkei machte Volkan in zwei Jahren insgesamt 60 Spiele und traf elfmal. Dadurch fiel er der sportlichen Führung von Kocaelispor ins Auge und diese überzeugte ihn im Jahr 2002 von einem Wechsel an das Marmarameer. Nach nur einem halben Jahr wurde allerdings Galatasaray Istanbul auf Volkan aufmerksam. Er unterschrieb beim inzwischen siebzehnfachen türkischen Meister einen Fünfjahresvertrag und bekam die Rückennummer 20. Bei Galatasaray hatte Volkan seine erfolgreichste Zeit als Profifußballer. 2005 wurde er mit Galatasaray türkischer Pokalsieger, 2006 türkischer Meister und über den Istanbuler Traditionsverein schaffte er schließlich auch den Sprung in die A-Nationalmannschaft der Türkei. Jedoch war Volkan bei Galatasaray Istanbul in der Saison 2005/06 kein Stammspieler und so trennte man sich am Ende der Spielzeit.
Nach mehreren kurzfristigen Stationen im türkischen Fußball spielt er inzwischen beim Drittligisten Bozüyükspor (Stand: Saison 2011/12).

## Nationalmannschaft
Volkan Arslan bestritt seine ersten Länderspiele für die U-16-Nationalmannschaft der Türkei und nahm mit dieser an der U-16-Europameisterschaft 1995 in Belgien teil. Dort scheiterte die Türkei allerdings in der Vorrunde an Deutschland und Spanien. Nach weiteren Einsätzen in der U-17 und U-18-Nationalelf dauerte es mehr als sechs Jahre, ehe Volkan sein Debüt in der A-Nationalmannschaft feiern konnte. Am 30. April 2003 kam er bei einer 0:4-Niederlage gegen Tschechien in Teplice erstmals zum Einsatz. Beim Confederations-Cup 2003 absolvierte Volkan alle fünf Turnierspiele für die türkische Nationalmannschaft, die am Ende des Turnieres den 3. Platz belegte. Sein letztes Länderspiel war die 0:1-Niederlage der Türkei gegen Mazedonien am 4. Juni 2006 im Krefelder Grotenburg-Stadion.

## Trainerkarriere
Nach seiner aktiven Karriere begann Arslan 2014 als Jugendtrainer bei Kasımpaşa Istanbul. Im Sommer 2017 wurde er bei Çaykur Rizespor Co-Trainer von Hikmet Karaman. Von Januar 2018 bis Februar 2018 war Arslan Co-Trainer von Sergen Yalçın. Zuletzt assistierte der ehemalige Mittelfeldspieler Ahmet Akcan beim Drittligisten Sarıyer SK.

## Erfolge
- Türkischer Meister: 2006 (mit Galatasaray)
- Türkischer Pokalsieger: 2005 (mit Galatasaray)
- Meister der Regionalliga Nord: 1997 und 1998 (mit Hannover 96)
- Aufstieg in die Süper Lig: 2002 (mit Adanaspor)